# Nadole (województwo podkarpackie)
Nadole – wieś w Polsce położona w województwie podkarpackim, w powiecie krośnieńskim, w gminie Dukla.
| SIMC    | Nazwa | Rodzaj     |
| ------- | ----- | ---------- |
| 0349872 | Góry  | przysiółek |

## Historia
Po raz pierwszy wieś wymieniana jest w dokumencie wydanym w dniu 17 sierpnia 1366 roku przez Kazimierza Wielkiego. Wystawiony we Włodzimierzu dokument zatwierdzał podział majątku kanclerza Janusza (Suchywilka) i darowanie części majątku swym bratankom. Dobrami Kanclerza podzielili się Janusz, Piotr i Mikołaj - synowie Jakuba Cztana z Kobylan. Występuje wtedy jako Zwandole. W 1369 Kazimierz Wielki zezwolił na przeniesienie jej na prawo niemieckie. W XVI w. należała do Oktawiana Gucci, podobnie jak Barwinek i Zyndranowa. Pod obecną nazwą występuje w XVII w. W 1934 była siedzibą gminy.
We wrześniu 1944 znacznie zniszczona.
Do 1954 roku istniała gmina Nadole. W latach 1954–1972 wieś należała i była siedzibą władz gromady Nadole. W latach 1975–1998 miejscowość położona była w województwie krośnieńskim.

## Związani z Nadolem
- Józef Długosz (1897-1966), rolnik, żołnierz AK, działacz WiN, ps. „Dziadek”, żołnierzem AK na Placówce AK Dukla w Obwodzie AK Krosno, d-ca plutonu, dozorca w kopalni nafty Równe.